# Norbert Stolzenburg
Norbert Stolzenburg (* 12. Mai 1952 in Berlin) ist ein ehemaliger deutscher Fußballspieler.

## Karriere
Der gebürtige Berliner gewann mit Hertha Zehlendorf 1970 die deutsche A-Jugend-Meisterschaft. Für die Seniorenmannschaft wurde Stolzenburg in den folgenden Jahren zum gefürchteten Torjäger in der Regionalliga Berlin. 1972/73 wurde er Torschützenkönig der Liga mit 33 Toren. Daraufhin wechselte er zum Ligakonkurrenten Tennis Borussia Berlin, wo der Stürmer 1973/74 mit 33 Saisontreffern erneut Regionalliga-Torschützenkönig wurde und mit dem Verein in die Bundesliga aufstieg. Norbert Stolzenburg spielte von 1973 bis 1976 und von 1978 bis 1982 bei Tennis Borussia. Zwischendurch spielte er jeweils ein Jahr für Eintracht Braunschweig und dem MSV Duisburg. Er absolvierte in seiner Karriere 64 Bundesligaspiele (20 Tore) und 144 Spiele in der 2. Bundesliga (76 Tore). Er war in der Saison 1975/76 Torschützenkönig der 2. Bundesliga Nord mit 27 Toren in 38 Spielen.
Nach seinem Abschied von Tennis Borussia Berlin 1982 spielte Stolzenburg noch fünf Jahre beim Traber FC Mariendorf, ehe er 1987 seine aktive Laufbahn beendete.